# Liste der Kulturgüter in Jegenstorf
Die Liste der Kulturgüter in Jegenstorf enthält alle Objekte in der Gemeinde Jegenstorf im Kanton Bern, die gemäss der Haager Konvention zum Schutz von Kulturgut bei bewaffneten Konflikten, dem Bundesgesetz vom 20. Juni 2014 über den Schutz der Kulturgüter bei bewaffneten Konflikten sowie der Verordnung vom 29. Oktober 2014 über den Schutz der Kulturgüter bei bewaffneten Konflikten unter Schutz stehen.
Objekte der Kategorie A sind vollständig in der Liste enthalten, Objekte der Kategorie B sind im Gemeindegebiet nicht ausgewiesen, Objekte der Kategorie C fehlen zurzeit (Stand: 29. Februar 2024). Unter übrige Baudenkmäler sind geschützte Objekte zu finden, die im Bauinventar des Kantons Bern als «schützenswert» verzeichnet sind.

## Kulturgüter
| Foto |                                                              | Objekt                            | Kat. | Typ | Standort                                  | Beschreibung |
| ---- | ------------------------------------------------------------ | --------------------------------- | ---- | --- | ----------------------------------------- | --- |
| ja   | Datei hochladen · Wikidata zu Reformierte Kirche (Q18413299) | Reformierte Kirche KGS-Nr.: 00965 | A    | G   | Solothurnstrasse 1 605195 / 211030        | Im Jahr 1515 errichtetes Kirchengebäude im spätgotischen Stil, der Frontturm stammt von einem Vorgängerbau. Die Saalkirche mit eingezogenem, polygonal schliessendem Dreiachtel-Chor unter durchlaufendem Satteldach besitzt spitzbogige Masswerkfenster und stabprofilierte Türgewände mit Louis-seize-Türblättern und Oblichtern. Bemerkenswert sind die Glasmalereien des 16./17. Jahrhunderts.                                                      |
| ja   | Datei hochladen · Wikidata zu Schloss Jegenstorf (Q2241751)  | Schloss Jegenstorf KGS-Nr.: 00966 | A    | G   | General-Guisanstrasse 1–5 605394 / 210758 | 1720 im Auftrag von Albrecht Friedrich von Erlach erbautes Schloss im barocken Stil mit Kern aus dem 12. Jahrhundert. Der alles überragende, mittelalterliche Bergfried samt Erweiterungsbauten aus dem 15./16. Jahrhundert wurde durch drei weitere Türme zu einer symmetrisierenden, auf Allseitigkeit getrimmten vierflügeligen Anlage ausgebaut. Die Anlage, die heute als Museum genutzt wird, ist von einem englischen Landschaftsgarten umgeben. |

## Übrige Baudenkmäler
Hinweis: Anstelle der KGS-Nummer wird als Objekt-Identifikator (ID) die Grundstücksnummer verwendet.
| ID   | Foto |                                                                 | Objekt                                      | Typ | Standort                                         | Beschreibung |
| ---- | ---- | --------------------------------------------------------------- | ------------------------------------------- | --- | ------------------------------------------------ | ------------ |
| 2    | ja   | Datei hochladen · Wikidata zu Pfarrhaus Jegenstorf (Q124704797) | Pfarrhaus (1736)                            | G   | Iffwilstrasse 1 605168 / 211002                  |              |
| 2    | ja   | Datei hochladen                                                 | Pfrundscheune (1760)                        | G   | Iffwilstrasse 1a 605140 / 211016                 |              |
| 2    | ja   | Datei hochladen                                                 | Ofenhaus (1750)                             | G   | Iffwilstrasse 3 605140 / 210987                  |              |
| 23   | ja   | Datei hochladen                                                 | Schulhaus (1859)                            | G   | Iffwilstrasse 2 605150 / 211029                  |              |
| 27   | BW   | Datei hochladen                                                 | Bauernhaus (1836)                           | G   | Münchringen, Hindelbankstrasse 1 607308 / 211617 |              |
| 33   | ja   | Datei hochladen                                                 | Stöckli (1834)                              | G   | Münchringen, Mülimatt 1 606160 / 210395          |              |
| 40   | ja   | Datei hochladen                                                 | Bauernhaus (1799)                           | G   | Münchringen, Im Dorf 10 606226 / 210245          |              |
| 47   | ja   | Datei hochladen                                                 | Bauernhaus (1813)                           | G   | Münchringen, Hauptstrasse 7 606212 / 210619      |              |
| 60   | ja   | Datei hochladen                                                 | Schlossbrunnen (18. Jh.)                    | K   | General-Guisanstrasse N.N. 605378 / 210777       |              |
| 60   | ja   | Datei hochladen                                                 | Grossbauernhaus (1821)                      | G   | General-Guisanstrasse 1 605346 / 210831          |              |
| 60   | ja   | Datei hochladen                                                 | Pförtnerhaus (1913)                         | G   | General-Guisanstrasse 3 605327 / 210817          |              |
| 60   | ja   | Datei hochladen                                                 | Ehemaliges Waschhaus (um 1720)              | G   | General-Guisanstrasse 5a 605335 / 210776         |              |
| 60   | ja   | Datei hochladen                                                 | Orangerie (um 1890)                         | G   | General-Guisanstrasse 5b 605388 / 210806         |              |
| 60   | ja   | Datei hochladen                                                 | Gartenlaube (um 1890)                       | G   | General-Guisanstrasse 5c 605438 / 210799         |              |
| 60   | ja   | Datei hochladen                                                 | Gartenpavillon mit Badeanlage (1913)        | G   | General-Guisanstrasse 5e 605439 / 210685         |              |
| 74   | ja   | Datei hochladen                                                 | Gasthof Kreuz (1847)                        | G   | Solothurnstrasse 2 605257 / 211029               |              |
| 75   | ja   | Datei hochladen                                                 | Bauernhaus (um 1820)                        | G   | Münchringen, Oberdorfstrasse 2 606310 / 210541   |              |
| 75   | ja   | Datei hochladen                                                 | Speicher (1. Viertel 19. Jh.)               | G   | Münchringen, Oberdorfstrasse 2b 606336 / 210534  |              |
| 84   | BW   | Datei hochladen                                                 | Bauernhaus (um 1800)                        | G   | Münchringen, Hofgasse 1 607354 / 211714          |              |
| 84   | BW   | Datei hochladen                                                 | Speicher (1663)                             | G   | Münchringen, Hofgasse 1d 607359 / 211662         |              |
| 86   | BW   | Datei hochladen                                                 | Bauernhaus (1884)                           | G   | Münchringen, Hofgasse 2 607399 / 211774          |              |
| 88   | BW   | Datei hochladen                                                 | Bauernhaus (1755)                           | G   | Brüggackerstrasse 8 605454 / 210916              |              |
| 101  | ja   | Datei hochladen                                                 | Ehemaliges Bauernhaus (1900)                | G   | Mattstettenstrasse 8 605199 / 210471             |              |
| 110  | ja   | Datei hochladen                                                 | Ofenhausstöckli (um 1800)                   | G   | Münchringen, Oberdorfstrasse 11 606280 / 210329  |              |
| 117  | ja   | Datei hochladen                                                 | Gasthaus Bad (1860)                         | G   | Münchringen, Hauptstrasse 1 606170 / 210524      |              |
| 117  | ja   | Datei hochladen                                                 | Bauernhaus (1737)                           | G   | Münchringen, Hauptstrasse 3 606190 / 210529      |              |
| 117  | ja   | Datei hochladen                                                 | Speicher (2. Hälfte 18. Jh.)                | G   | Münchringen, Hauptstrasse 5 606218 / 210565      |              |
| 132  | ja   | Datei hochladen                                                 | Villa (1916)                                | G   | Bahnhofstrasse 9 605263 / 210815                 |              |
| 139  | BW   | Datei hochladen                                                 | Bauernhaus (1803)                           | G   | Münchringen, Hindelbankstrasse 3 607412 / 211649 |              |
| 177  | ja   | Datei hochladen                                                 | Bauernhaus (1820)                           | G   | Tromgässli 2 605055 / 210777                     |              |
| 188  | ja   | Datei hochladen                                                 | Doktorstock (1912)                          | G   | Kirchgasse 22 605313 / 210875                    |              |
| 205  | BW   | Datei hochladen                                                 | Bauernhaus (1820)                           | G   | Bernstrasse 36 605040 / 210550                   |              |
| 219  | ja   | Datei hochladen                                                 | Wohnhaus (1918)                             | G   | General-Guisanstrasse 10 605167 / 210654         |              |
| 220  | ja   | Datei hochladen                                                 | Bauernhaus (1820)                           | G   | Bernstrasse 23 605078 / 210639                   |              |
| 237  | ja   | Datei hochladen                                                 | Wohnhaus (1913)                             | G   | General-Guisanstrasse 9 605195 / 210564          |              |
| 252  | ja   | Datei hochladen                                                 | Speicher (1740)                             | G   | Bischofgässli 4 605147 / 210779                  |              |
| 326  | ja   | Datei hochladen                                                 | Stöckli (1683–1685)                         | G   | Solothurnstrasse 5 605257 / 211055               |              |
| 344  | ja   | Datei hochladen                                                 | Bauernhaus (1852)                           | G   | Oberdorfstrasse 21 604855 / 210983               |              |
| 373  | ja   | Datei hochladen                                                 | Speicher (um 1700)                          | G   | Oberdorfstrasse 33 604766 / 211043               |              |
| 413  | ja   | Datei hochladen                                                 | Schmiede (um 1900)                          | G   | Bernstrasse 16 605102 / 210852                   |              |
| 435  | ja   | Datei hochladen                                                 | Ehemalige Kapelle mit Beinhaus (15. Jh.)    | G   | Solothurnstrasse 3 605241 / 211037               |              |
| 465  | BW   | Datei hochladen                                                 | Bauernhaus (1823–1828)                      | G   | Münchringen, Keltenweg 2 607249 / 211738         |              |
| 526  | ja   | Datei hochladen                                                 | Bauernhaus (1820)                           | G   | Mattstettenstrasse 2 605101 / 210556             |              |
| 577  | ja   | Datei hochladen                                                 | Stöckli (Mitte 19. Jh.)                     | G   | Oberdorfstrasse 9 605007 / 210853                |              |
| 639  | ja   | Datei hochladen                                                 | Wohn- und Geschäftshaus (1887)              | G   | Bernstrasse 20 605082 / 210804                   |              |
| 643  | ja   | Datei hochladen                                                 | Gasthof Pinte (1820)                        | G   | Bernstrasse 34 605053 / 210606                   |              |
| 701  | ja   | Datei hochladen                                                 | Gasthof zum Löwen (1694)                    | G   | Löwenplatz 1 605130 / 210856                     |              |
| 758  | ja   | Datei hochladen                                                 | Ehemalige Zehntscheune (frühes 19. Jh.)     | G   | Bernstrasse 2 605145 / 210948                    |              |
| 1042 | ja   | Datei hochladen                                                 | Bauernhaus (um 1790)                        | G   | Ballmoos, Dorfstrasse 1 602521 / 209992          |              |
| 1042 | ja   | Datei hochladen                                                 | Stöckli (1860)                              | G   | Ballmoos, Dorfstrasse 1a 602509 / 209961         |              |
| 1042 | ja   | Datei hochladen                                                 | Speicher (Mitte 17. Jh.)                    | G   | Ballmoos, Dorfstrasse 1b 602501 / 210015         |              |
| 1052 | ja   | Datei hochladen                                                 | Bauernhaus (1932)                           | G   | Ballmoos, Dorfstrasse 2 602565 / 209952          |              |
| 1052 | ja   | Datei hochladen                                                 | Stöckli (1843)                              | G   | Ballmoos, Dorfstrasse 2a 602573 / 209917         |              |
| 1060 | ja   | Datei hochladen                                                 | Speicher (1619)                             | G   | Scheunen, Dorfstrasse 7b 601461 / 213076         |              |
| 1066 | ja   | Datei hochladen                                                 | Speicher (1740)                             | G   | Scheunen, Bittwilstrasse 17 600973 / 212980      |              |
| 1072 | ja   | Datei hochladen                                                 | Speicher (1715)                             | G   | Ballmoos, Dorfstrasse 6b 602686 / 210006         |              |
| 1072 | ja   | Datei hochladen                                                 | Bauernhaus (1911)                           | G   | Ballmoos, Dorfstrasse 8 602805 / 210030          |              |
| 1090 | ja   | Datei hochladen                                                 | Speicher (1808)                             | G   | Ballmoos, Dorfstrasse 5b 602724 / 209987         |              |
| 1154 | ja   | Datei hochladen                                                 | Bauernhaus (1763)                           | G   | Kirchgasse 5 605308 / 210941                     |              |
| 1154 | ja   | Datei hochladen                                                 | Speicher (1672)                             | G   | Kirchgasse 5b 605343 / 210932                    |              |
| 1223 | BW   | Datei hochladen                                                 | Speicher (18. Jh.)                          | G   | Scheunen, Oberscheunen 10 601289 / 212640        |              |
| 1382 | ja   | Datei hochladen                                                 | Stöckli (1784)                              | G   | Zuzwilstrasse 10 604992 / 210934                 |              |
| 1654 | ja   | Datei hochladen                                                 | Brunnen (um 1660)                           | K   | Löwenplatz N.N. 605116 / 210842                  |              |
| 1917 | ja   | Datei hochladen                                                 | Ehemaliges Bauernhaus / Weyenethhaus (1781) | G   | Zuzwilstrasse 12 604945 / 210918                 |              |
| 1919 | ja   | Datei hochladen                                                 | Stöckli (1821)                              | G   | Zuzwilstrasse 14 604912 / 210918                 |              |